# Perilampus singaporensis
Perilampus singaporensis is een vliesvleugelig insect uit de familie Perilampidae. De wetenschappelijke naam is voor het eerst geldig gepubliceerd in 1923 door Rohwer.